# Berretti verdi (film)
Berretti verdi (The Green Berets) è un film di guerra del 1968, ambientato durante la guerra in Vietnam, diretto, interpretato e prodotto da John Wayne, una delle più famose star di Hollywood di schieramento repubblicano.
Con una lettera al direttore della RCA italiana, Ennio Morricone rinunciò preventivamente ai soldi che avrebbe guadagnato per i diritti d'autore di un suo brano composto prima della lavorazione del film e successivamente inserito nella colonna sonora.

## Trama
Due reparti delle American Special Forces (i famosi "Berretti verdi") partono, dopo un duro addestramento, per il Vietnam per combattere i Viet Cong. Qui si sviluppano le problematiche di una guerra non convenzionale (forse la prima studiata dagli analisti) nella quale il nemico utilizzava i civili come scudi e si infiltrava all'interno dell'esercito sud vietnamita.

## Produzione
Tratto da un romanzo di Robin Moore, il film è stato girato in Georgia.
Un soldato sud vietnamita viene interpretato dall'attore caratterista nippo-americano George Takei, già noto interprete della serie cult Star Trek.
Il film termina con un errore: una romantica inquadratura del tramonto sul Mar della Cina, che in realtà si trova a est del Vietnam.

## Controversie e critiche
Il film, ambientato durante la guerra del Vietnam, fu accusato all'epoca di essere guerrafondaio e reazionario, tanto che quando nel 1968 uscì nelle sale furono organizzati da parte dei militanti di sinistra parecchi picchetti davanti ai vari cinema per impedirne la visione. John Carpenter, ironizzando sul film disse: "è il mio film preferito, solo Chaplin faceva film comici migliori".
Il film è stato accusato di aver glorificato la guerra del Vietnam e nel 2005 l'influente critico cinematografico Roger Ebert lo ha elencato nella sua lista dei film più odiati, la Roger Ebert's Most Hated, per essere un film dalla mano pesante e dalla visione marcatamente all'antica. Nella versione italiana furono volutamente tagliate le scene in cui si dimostrava che la guerra non era solo tra vietnamiti, con l'ingerenza degli Usa, ma che anche cinesi e sovietici appoggiavano e partecipavano alle operazioni belliche e che anche i Viet Cong si resero responsabili di crimini di guerra.

## Citazioni
Berretti verdi viene ironicamente narrato nel libro The Short-Timers, dal quale è stato tratto il film bellico Full Metal Jacket (1987) di Stanley Kubrick.